# Caffiers
Caffiers település Franciaországban, Pas-de-Calais megyében. Lakosainak száma 726 fő (2022. január 1.). Caffiers Pihen-lès-Guînes, Fiennes, Landrethun-le-Nord, Ferques, Guînes és Hames-Boucres községekkel határos.

## Népesség
A település népességének változása:
| Lakosok száma | 739  | 757  | 762  | 749  | 741  | 732  | 728  | 727  | 726  |
|               | 2013 | 2015 | 2016 | 2017 | 2018 | 2019 | 2020 | 2021 | 2022 |